# Eggbysjön
Eggbysjön är en sjö i Skara kommun i Västergötland och ingår i Göta älvs huvudavrinningsområde. Sjön har en area på 0,17 kvadratkilometer och ligger 128,1 meter över havet. Eggbysjön ligger i Höjentorp-Drottningkullen Natura 2000-område.

## Delavrinningsområde
Eggbysjön ingår i det delavrinningsområde (648003-137551) som SMHI kallar för Utloppet av Eggbysjön. Avrinningsområdets medelhöjd är 170 meter över havet och ytan är 3,79 kvadratkilometer. Det finns inga delavrinningsområden uppströms utan avrinningsområdet är högsta punkten. Vattendraget som avvattnar avrinningsområdet har biflödesordning 5, vilket innebär att vattnet flödar genom totalt 5 vattendrag innan det når havet efter 266 kilometer. Delavrinningsområdet består mestadels av skog (31 %), öppen mark (11 %) och jordbruk (52 %). Avrinningsområdet har 0,22 kvadratkilometer vattenytor vilket ger det en sjöprocent på 5,8 %.

## Galleri

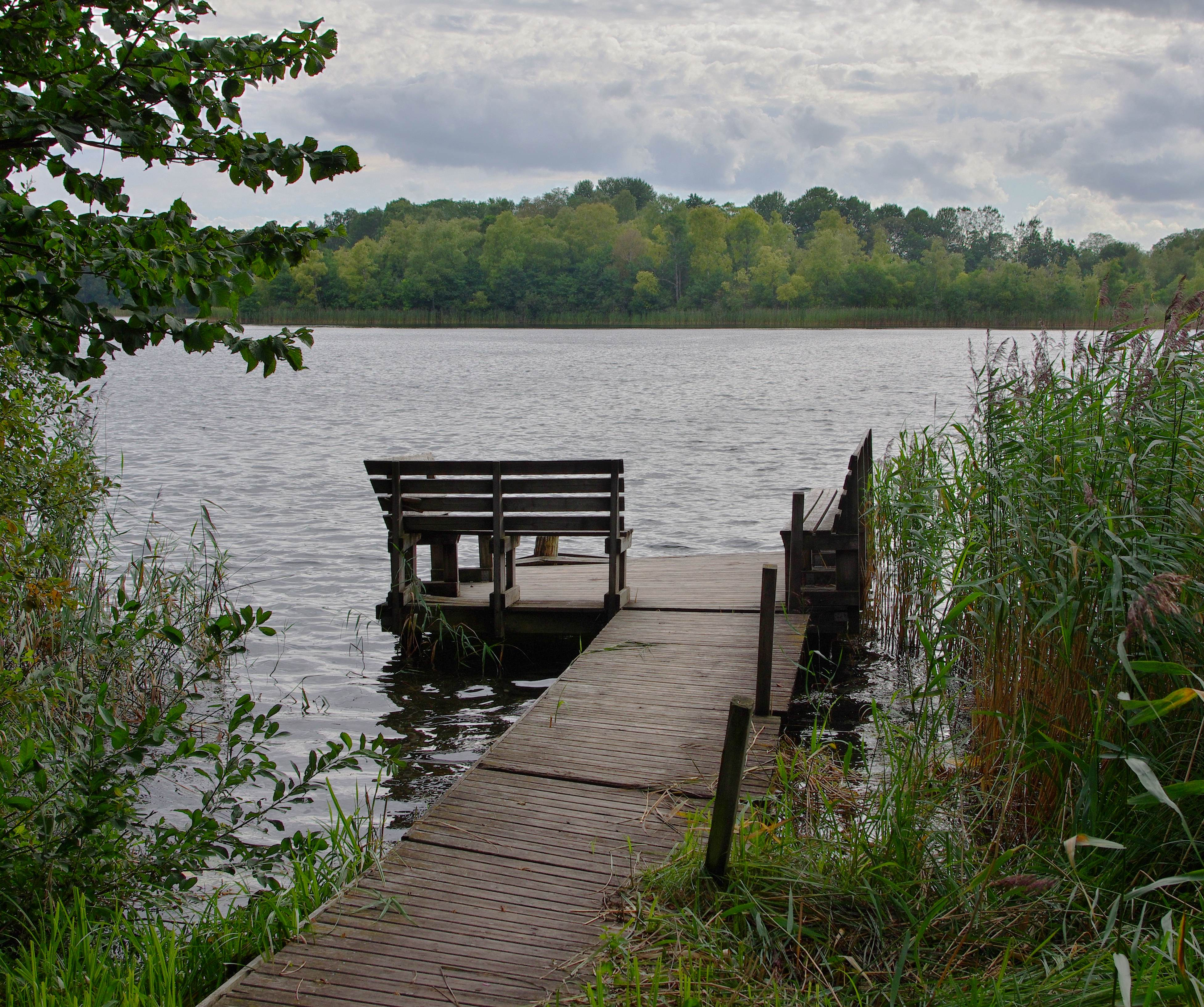
Eggbysjöns badplats.